# Football Manager 2010
Football Manager 2010 é a continuação da série de jogos Football Manager, uma simulação de treinador de futebol produzida pela Sports Interactive. Foi lançado em 30 de outubro de 2009 para Microsoft Windows, Mac OS X e PlayStation Portable, sucedendo a versão Football Manager 2009.

## Ligas
Argentina
- Primera División
- Segunda División

 Austrália
- A-League

 Áustria
- A.Bundesliga
- First Division

 Bielorrússia
- Highest League
- First League

 Bélgica
- Pro League
- Second League
- Third Division

 Brasil
- Série A
- Série B
- Série C

 Bulgária
- A Group
- B Group

 Chile
- Primera Division
- Primera Division B

 China
- Super League
- First Division

 Colômbia
- Primera Division
- Segunda Division

 Croácia
- First Division
- Second Division

 Chéquia
- First Division
- Second Division

 Dinamarca
- Premier Division
- First Division
- Second Division

 Inglaterra
- Premier League
- League Championship
- League One
- League Two
- Conference Premier
- Conference North
- Conference South

 Finlândia
- Veikkausliiga
- First Division

 França
- Ligue 1
- Ligue 2
- Ligue National
- CFA

 Alemanha
- Bundesliga
- 2. Bundesliga
- 3. Liga

 Grécia
- Superleague
- National B Division

 Países Baixos
- Eredivisie
- Eerste Divisie

 Hong Kong
- First Division

 Hungria
- Division I
- Division II

 Islândia
- Premier Division
- First Division

 Índia
- National League

 Indonésia
- Super League
- Premier Division
- First Division

 Irlanda
- Premier Division
- First Division

 Israel
- Premier League
- National League

 Itália
- Serie A
- Serie B
- Serie C1
- Serie C2

 Malásia
- Super League
- Premier League

 México
- Primera División
- Primera División A

 Irlanda do Norte
- Premier Division
- First Division
- Second Division

 Noruega
- Tippeligaen
- First Division
- Second Division

 Peru
- Primera División

 Polónia
- Ekstraklasa
- First Division

 Portugal
- Liga Sagres
- Liga Vitalis
- Segunda Divisão

 Roménia
- First League
- Second Division

 Rússia
- Premier Division
- First Division

 Escócia
- Premier League
- First Division
- Second Division
- Third Division

 Sérvia
- Super League
- First League

 Singapura
- S-League

 Eslováquia
- First Division
- Second Division

 Eslovênia
- First Division
- Second Division

 África do Sul
- Premier League
- First Division

 Coreia do Sul
- K-League
- N-League

 Espanha
- Liga BBVA
- Liga Adelante
- Segunda División B

 Suécia
- Allsvenskan
- First División Elite
- First División
- Second División

 Suíça 
- Super League
- Challenge League

 Turquia
- Super Lig
- First Division
- Second Division

 Estados Unidos
- Major League Soccer

 Ucrânia
- Premier League
- First League

 Uruguai
- Primera División
- Segunda División

 País de Gales
- Premier League